# Deborah Poynton
Deborah Poynton (sinh năm 1970) là một nữ họa sĩ Nam Phi nổi tiếng với những bức chân dung hoành tráng, siêu thực tế, siêu chi tiết, thường xuyên của bạn bè và gia đình. Cô sống và làm việc ở Cape Town.

## Cuộc sống và giáo dục
Sinh ra ở Durban, Nam Phi vào năm 1970, cha mẹ cô thành lập và điều hành một trung tâm hội nghị chống phân biệt chủng tộc và qua đời khi cô còn nhỏ. Poynton lớn lên ở Nam Phi, Anh, Swaziland và Hoa Kỳ, thường di chuyển đến các trường nội trú khác nhau.
Poynton biết ngay từ đầu rằng cô muốn trở thành một nghệ sĩ. Trước khi trở về Nam Phi để vẽ, cô đã theo học Trường Thiết kế Đảo Rhode trong hai năm từ năm 1987 đến 1989, nhưng không tốt nghiệp.

## Sự nghiệp
Những bức tranh của Poynton là nhiều hơn về hành động tìm kiếm, phơi bày "sự lừa gạt" đằng sau các thực hành nghệ thuật truyền thống, hơn là những cửa sổ hướng về một thế giới siêu thực. Bằng cách xây dựng không gian, đặt các đối tượng hơi bất hòa giữa cảnh quan có vẻ tự nhiên, Poynton tạo ra một sự căng thẳng trong công việc của mình nhằm giúp người xem cảm thấy thoải mái về hành vi nhận thức. Trong khi hầu hết các công việc của cô có thể được phân loại là chủ nghĩa hiện thực, một vài bộ phim xuất phát từ thẩm mỹ thông thường của cô trong một dự án trừu tượng hơn. Triển lãm hiện tại của cô, Những cảnh thiên nhiên lãng mạn, dựa trên kết nối của cô với Đức bằng cách tham khảo các bức tranh phong cảnh của nghệ sĩ người Đức Caspar David Friedrich.
Công việc của cô thường có nội dung thu hút từ lịch sử nghệ thuật truyền thống, từ kỹ thuật tổng hợp đến tư thế của các chủ đề của cô, và các chỉ số của cuộc sống hiện đại để tạo ra một cảm giác hỗn loạn khó hiểu; bằng cách này, Poynton tạo ra công việc mang tính thẩm mỹ và hấp dẫn về mặt trí tuệ. Chất lượng các tác phẩm của cô được minh họa trong loạt tranh An toàn & Bảo mật, 2006.